# Warlock (Nuevos Mutantes)
Warlock es un personaje que aparece en los cómics estadounidenses publicados por Marvel Comics.

## Historial de publicaciones
Warlock fue presentado en New Mutants #18 (agosto de 1984) y fue creado por Chris Claremont y Bill Sienkiewicz.Se unió al superequipo titular en el número 21 y siguió siendo parte del elenco hasta su muerte en el número 95.
Warlock protagonizó brevemente su propia serie homónima durante nueve números entre 1999 y 2000, escrita por Louise Simonson (quien anteriormente había sido responsable de matar al Warlock original de Technarchy) y dibujada por  Paschalis Ferry.

## Biografía ficticia

### Origen
Warlock es un miembro de los Technarchy, una raza de organismos mecánicos que sobreviven mediante la infección de los seres vivos con el "virus trans-modal tecno-orgánico", antes de drenar la energía vital del organismo infectado. Warlock, a diferencia de otros de su raza, posee un grado distintivo de compasión, y como resultado se ha descrito a sí mismo como un mutante.Él es el hijo del gobernante Technarch, Magus, quien llegó a la Tierra para luchar contra los Nuevos Mutantes y los X-Men. Warlock fue admitido como miembro de los Nuevos Mutantes, y se convirtió en el mejor amigo de su compañero de equipo Doug Ramsey, alias Cypher.

### Nuevos Mutantes
Warlock viajó a Asgard debido a que el dios asgardiano Loki. quería vengarse de los X-Men. Debido a que los Nuevos Mutantes estaban de vacaciones con Tormenta, la aliada de Loki, la Enchantress, los confundió con los X-Men. Durante esta aventura, Warlock mostró su instinto natural al matar y drenar las energías de un dragón. También comenzó a actuar como protector de Cypher, literalmente mezclándose con el como si fuera una armadura.
Sus poderes metamorfos lo llevaron a un enfrentamiento con el Hombre Imposible. Warlock lo derrotó cuando mostró su habilidad para cambiar de color, algo que el Hombre Imposible no podía hacer.
La muerte de Cypher a manos del Ani-Mator, devastó a Warlock, que lo llevó a ir tan lejos como para robar el cuerpo de Doug. Con la ayuda del resto de los Nuevos Mutantes, regresó el cuerpo a su lugar correcto.
Warlock fue secuestrado en los terrenos de la Mansión X, junto con sus amigos Rictor, Boom-Boom, y Wolfsbane, y terminó en la isla de Genosha, que era gobernada por Cameron Hodge. Warlock fue asesinado en un intento de Hodge de robar sus poderes. La noticia de su muerte se difundió en todo el mundo, un desastre de relaciones públicas de Genosha. Wolfsbane, que debido a sus propios problemas decidió quedarse en la isla, pidió a Boom-Boom poner las cenizas de Warlock en la tumba de Doug.

### "Douglock"
Más tarde, un grupo de extraterrestres llamados Phalanx, aparecieron. Este grupo se había transformado en tecno-orgánicos a través del virus Transmodal, que había sido extraído de las cenizas de Warlock. Uno de los Phalanx era Douglock, un imitador de Cypher, que tenía todos los recuerdos de Doug. Esta entidad obtuvo la independencia con la ayuda del cyborg Zero. "Douglock" se unió al equipo de superhéroes mutantes europeos Excalibur. En ese momento el equipo se basó en la Isla Muir, que era propiedad de Moira MacTaggert. Mientras que sus compañeros de equipo estaban nerviosos, Douglock fue aceptado como Doug. Con ayuda de Excalibur, X-Factor y Fuerza-X, Douglock ayudó en la erradicación de los Phalanx de la Tierra. Como miembro de Excalibur, Douglock fungió como "profesor" de Meggan, y tuvo un breve romance con Wolfsbane.
En un intento por tomar el control del Reino Unido, la operación encubierta de inteligencia, Black Air, se alió con la sucursal de Londres del Club Fuego Infernal, a fin de elevar un antiguo demonio de su cripta debajo de Londres y utilizar el caos que siguiera a su favor. Black Air secuestró a Douglock para ser utilizado como conducto a la cripta. Sin embargo, él y Excalibur fueron capaces de detener al Club y detener la resurrección del demonio.
Douglock continuará la manipulación indebida de otros aspectos de la vida terrenal. A pesar de sus creencias que él podía manejarlo, cayó en estado de ebriedad durante la despedida de soltero de Capitán Britania, y se desmayó, teniendo, como resultado, severos problemas de memoria.

### Retorno de Warlock
Más tarde, se reveló que "Douglock" es en realidad Warlock reanimado, que había recibido las memorias de Cypher. A continuación, volvió con el nombre de Warlock y comenzó una carrera como un aventurero solitario. Durante sus aventuras, Warlock es acompañado por una joven, la Esperanza, que puede infectar a otras personas con el virus techno-orgánico sin ser afectada ella misma. La Esperanza tiene un mono mascota que había sido físicamente afectado por el virus. Luego, se les unió una novata psíquica Psimon. A principios de sus aventuras, se enfrentaron a Spider-Man, hicieron equipo con Kitty Pryde, causaron problemas a Iron Man, y lucharon contra el villano Psico-Man.
Warlock más tarde regresó a su casa en la Isla Muir.
Una forma alterada de Bastión ataca la isla. Esperanza, Psimon y Wolfsbane unieron esfuerzos con Warlock para derrotar a esta nueva amenaza. Más tarde, todos viajaron a Nueva York y asistieron a los Vengadores en la derrota del padre de Warlock, Magus.

### Nova
Cuando Nova (Richard Rider), estaba buscando una cura para la infección Phalanx, llegó a la ciudad natal Technarchy, Kvch. Nova se encuentra los únicos seres vivos: Warlock y Tyro. Warlock está criando a Tyro, con la esperanza de que pueda, poco a poco, cambiar la sociedad Technarch en una más benévola y pacífica. También reveló que él no puede curar a Nova, y mucho menos detener la infección Phalanx, ya que al hacerlo lo mataría. En ese mismo tiempo, sin embargo, Gamora y Drax el Destructor, aparecen en el planeta, y el virus Phalanx que se transforma en un Spire Babel, convoca a un Technarch adulto.
Warlock se ve obligado a tomar medidas desesperadas: para garantizar la seguridad de Tyro, absorbe a Nova para purgar el virus transmodal. El deseo de morir de Warlock es para que Nova pueda detener al Technart. Tyro es capaz de prescindir de algunas de sus reservas inestimables de energía para resucitar a Warlock. Warlock se compromete a ayudar a Nova en su batalla contra Ultron y los Phalanx.

### Regreso a la Tierra
Warlock regresa a la Tierra, donde los agentes de HAMMER lanzan misiles en su contra. Toma el control de los misiles y regresa a la Mansión X. Allí se encuentra con una vieja foto de sus amigos Nuevos Mutantes entre los escombros. A continuación, va a la tumba de Doug Ramsey para encontrar que ha sido desenterrado y había perdido su cuerpo.
Warlock descubre a los Nuevos Mutantes, que luchan contra un resucitado Cypher, quien está bajo las órdenes de Selene para destruirlos. Interviene, y trata de hablar con su amigo. Warlock detecta malicioso tecno-orgánico malware presente en Doug, e intenta "desfragmentar" el software de Doug. Durante el proceso, volvió a despertar algunos de los recuerdos de Doug de sus días con el equipo antes y hasta el momento de la muerte. Sin embargo, el propio Warlock es infectada por un virus troyano y comienza a perder el control. Doug, todavía bajo la influencia de Selene, se aprovecha de la vulnerabilidad de Warlock y lo decapita. A continuación, echa la cabeza cortada de Warlock en el mar cercano. Allí, pequeños crustáceos se sienten atraídos por la cabeza. Una vez que están dentro de su alcance, Warlock, aún con vida, absorbe su energía vital, y es capaz de escapar de su tumba de agua.
Warlock vuelve a la batalla sólo para encontrar a los miembros resucitados de los fallecidos Hellions, que han capturado a Doug Ramsey. Los Hellions intentan reprogramar a Doug y "borrar" los recuerdos de su viejo yo, para que él pueda volver a ser un peón obediente a Selene. Warlock, junto con la ayuda de otros nuevos miembros del equipo de Nuevos Mutantes, rescata a Doug y derrota a los Hellions.

## Poderes
El cuerpo de Warlock está compuesto de un material tecno-orgánico que puede ser reconfigurado a voluntad. Puede infectar a los seres orgánicos y la tecnología con un virus alienígena que transforma el objetivo en un ser tecno-orgánico. Puede drenar la fuerza vital de otros seres tecno-orgánicos en busca de sustento.

## En otros medios

### Televisión
- Warlock (en su encarnación original) apareció en la serie animada X-Men, con la voz de David Corbain. La historia de esta versión se modificó para que realmente viniera a la Tierra en un esfuerzo por escapar de su destino de fusionarse con la Falange. Él y su compañero de vida se estrellaron en la Tierra; escapó de los restos, su compañero de vida no lo hizo y fue capturado por el villano Cameron Hodge para recrear la Falange en la Tierra. Un personaje central durante el episodio de dos partes de "Pacto Phalanx", ayuda a Bestia y otros a detener esta amenaza tecno-orgánica. Después de que él se ofreció para asimilarse con la cura y derrotar la infestación de la Falange, el Life-Mate (compañero de vida) de Warlock regresa a la normalidad y ambos abandonaron la Tierra para regresar a su mundo natal para influir en la Falange para mejor.

### Videojuegos
- Warlock aparece como personaje jugable en Marvel Contest of Champions.[17]

### Juguetes
Warlock apareció como Build-a-Figure en la ola de figuras de acción de Marvel Legends de X-Men de la primavera de 2017.